# SMC5
SMC5 или белок структурной поддержки хромосом номер пять (англ. Structural maintenance of chromosomes protein 5) — это белок, который у человека кодируется геном SMC5.
Участвует в альтернативном удлинении теломер, которое приводит к образованию раковых клеток.
Длина полипептидной цепи белка составляет 1101 аминокислотных остатков, а молекулярная масса — 128806 Да.
Сложные механизмы структурного поддержания хромосом, лежащие в основе динамики хроматина, неизвестны, и новые открытия проливают свет на различные функции. SMC-комплекс опосредует дальние взаимодействия, которые обеспечивают сворачивание хроматина более высокого порядка в интерфазе. SMC-комплекс обладает АТФазной активностью, консервативным клейзином, а также регуляторными субъединицами. SMC-белковые комплексы участвуют в репарации ДНК, транскрипционных путях, регуляции сегрегации хромосом и иммунитете у арабидопсиса. У эукариот структурное обеспечение хромосом состоит из комплексов когезина (SMC1 И SMC3), конденсина (SMC2 и SMC4) и SMC5/6.

## Структура

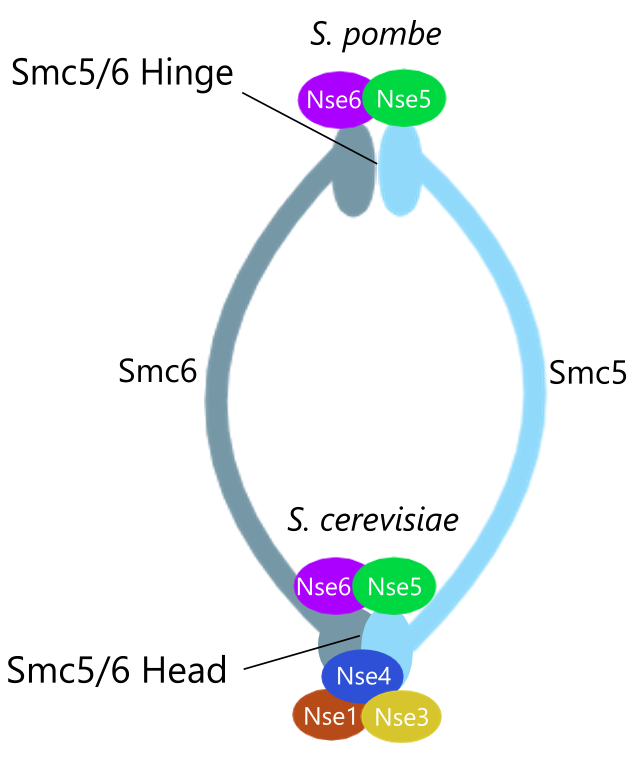
Здесь показано расположение белков Nse в комплексе SMC5/6 у почкующихся и делящихся дрожжей. Это изображение не включает Nse2, поскольку его положение в комплексе в настоящее время не известно.

Комплекс SMC5/6 был обнаружен у делящихся дрожжей. RAD18 (SMC6), ген повреждения ДНК у делящихся дрожжей, также кодирует SMC-белки и образует гетеродимерный комплекс с белком Spr18 (SMC5).
У дрожжей комплекс SMC5/6 имеет субъединицы, которые состоят из SMC5, SMC6 и шести белков неструктурного поддержания хромосом (NSE).

## Субъединицы Nse
Субъединицы Nse1-Nse3-Nse4 соединяют головки белков Smc5 и Smc6 и позволяют комплексу связывать молекулу ДНК. Nse5 и Nse6 образуют субкомплекс, который локализуется на головке комплекса SMC5/6 у почкующихся дрожжей Saccharomyces cerevisiae и на петлях комплекса SMC5/6 у дрожжей деления Schizosaccharomyces pombe. Субкомплекс Nse5/6 необходим для репликации S. cerevisiae, но не был охарактеризован как важный для S. pombe. Ортологичные Nse5-Nse6 белки существуют и у других эукариот, а именно ASAP1-SNI1 у Arabidopsis thaliana и SLF1-SLF2 у человека, которые, как полагают, выполняют функции, сходные с их аналогами Nse. Локализация SLF1 и SLF2 в комплексе SMC5/6 человека неизвестна.

## Локализация в различных организмах
Комплекс Smc5/6 имеет способы локализации, которые не являются в значительной степени консервативными. У человека комплекс локализуется на вирусных последовательностях ДНК с помощью факторов локализации SMC5/6 1 и 2 (SLF1 и SLF2), что способствует устойчивости к вирусам. У растения A. thaliana этот гетеродимер может быть локализован на двуцепочечных разрывах для гомологичной рекомбинации с помощью комплекса SWI3B пути SWI/SNF. После локализации на ДНК комплекс SCM5/6 неспецифически связывается с ~20 парами оснований ДНК.

## Роль в рекомбинации и мейозе
Белки SMC5 и SMC6 образуют гетеродимерную кольцевую структуру и вместе с другими элементами, не относящимися к SMC, образуют комплекс SMC-5/6.
У червя Caenorhabditis elegans этот комплекс взаимодействует с геликазой HIM-6 (BLM), способствуя промежуточному процессингу мейотической рекомбинации и созреванию хромосом. Комплекс SMC-5/6 в ооцитах мышей важен для образования сегрегационных бивалентов во время мейоза.
У людей синдром поломки хромосом, характеризующийся тяжёлым заболеванием лёгких в раннем детстве, связан с мутацией в одном из компонентов комплекса SMC-5/6. В клетках пациентов наблюдаются хромосомные перестройки, микроядра, чувствительность к повреждениям ДНК и дефектная гомологичная рекомбинация.